# 헨리미터 센터

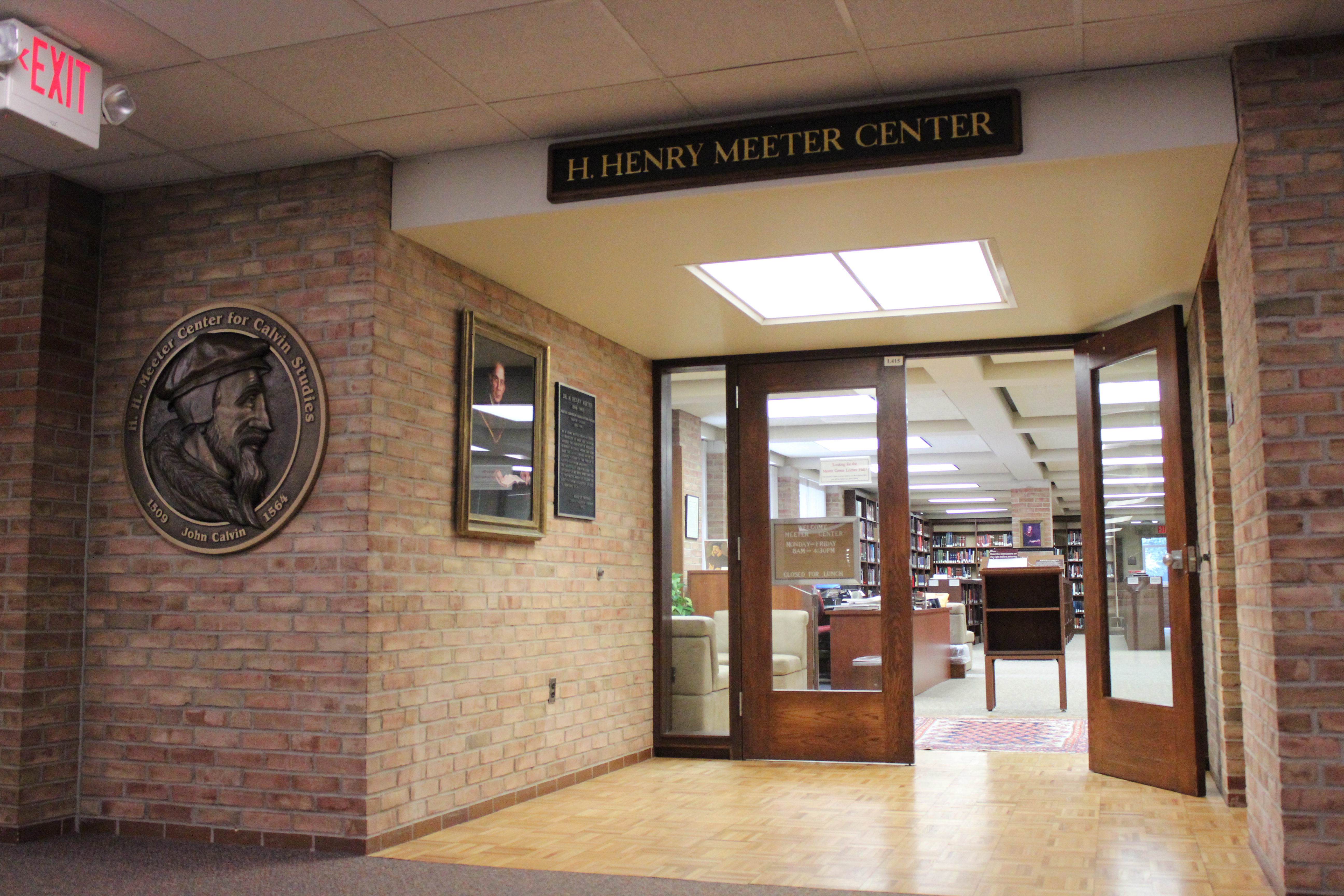
헨리미터센터 미국 칼빈 칼리지내 칼빈전문연구소

헨리미터 센터(H. Henry Meeter Center)는 미국 미시간주 그랜드래피즈에 있는 캘빈 칼리지와 칼빈 신학교에 있는 종교개혁가 장 칼뱅에 관련된 연구소이다. 설립자 헨리 미터(H. Henry Meeter)의 이름을 따라서 헨리미터 센터로 불린다. 전 세계에서 칼빈에 대한 자료가 가장 많은 연구소이다. 많은 칼빈학자들이 연구하는 곳으로 유명하다. 보관 고서들 가운데 1536년도 칼빈의 기독교 강요 초판이 전시되어 있다. 한국개혁신학회, 한국칼빈학회 소속의 여러 칼빈학자들의 저서들도 소장되어 있다.

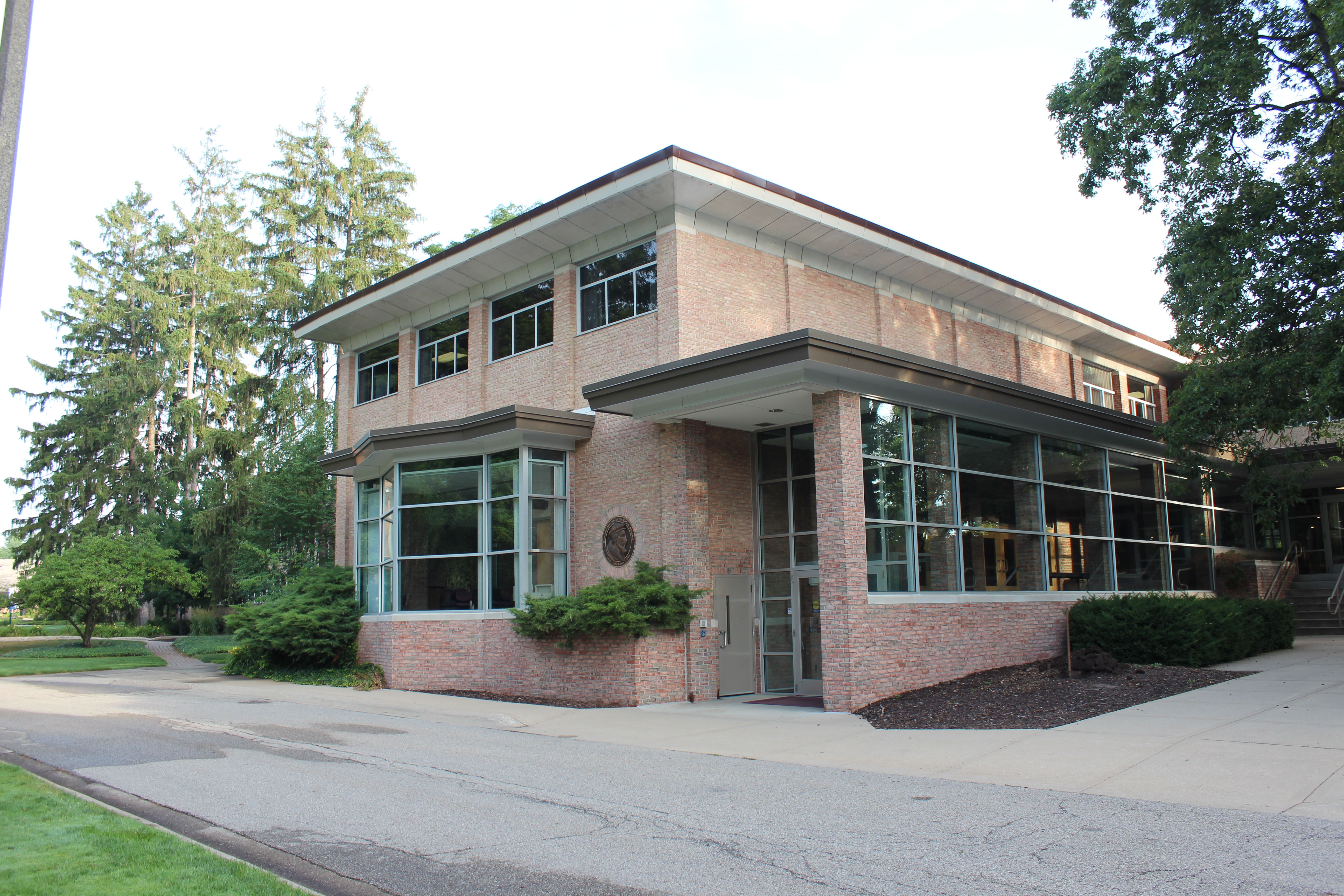
미국칼빈대학교에 있는 헨리미터센터

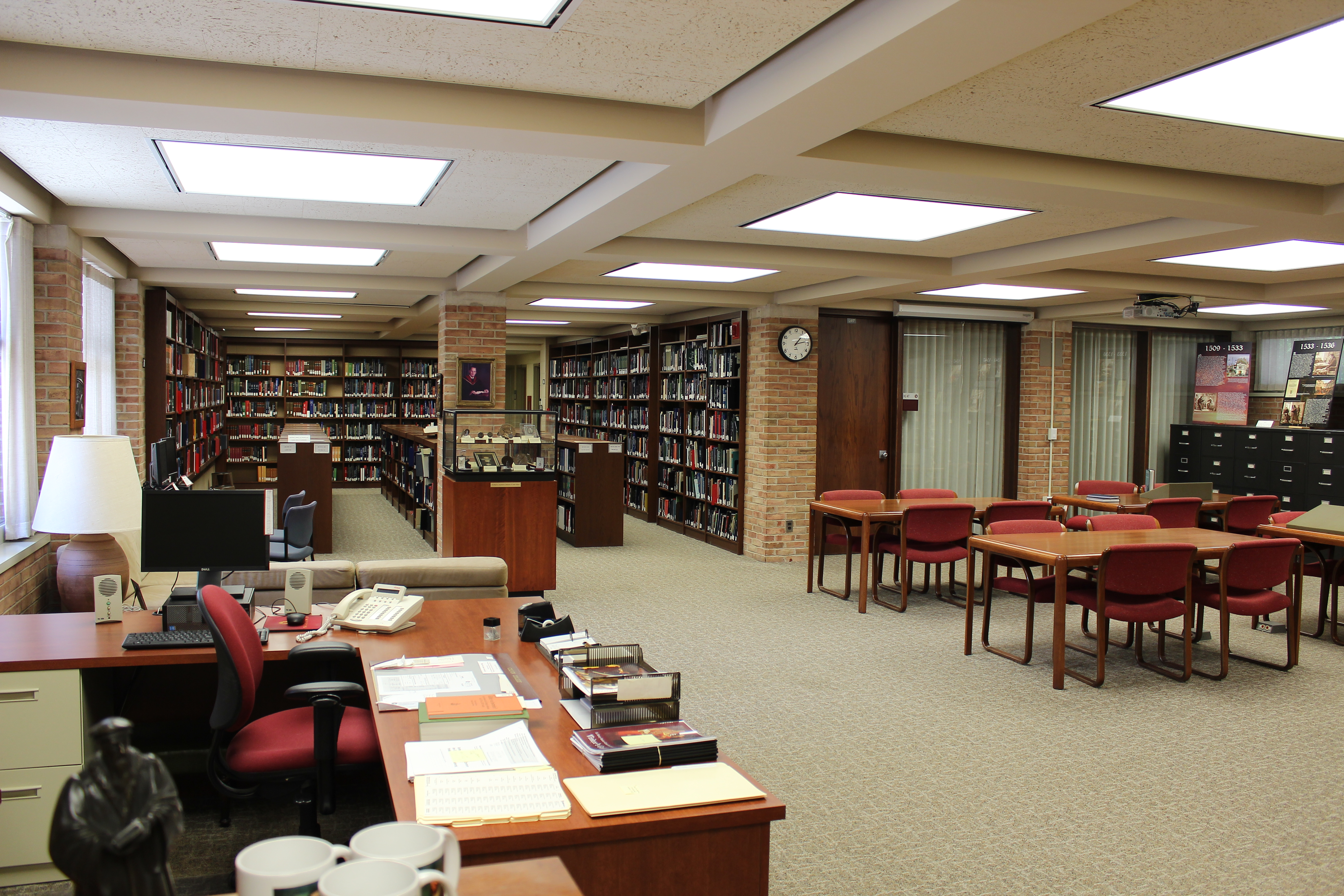
헨리미터센터 칼빈관련자료가 풍부한 칼빈전문연구소

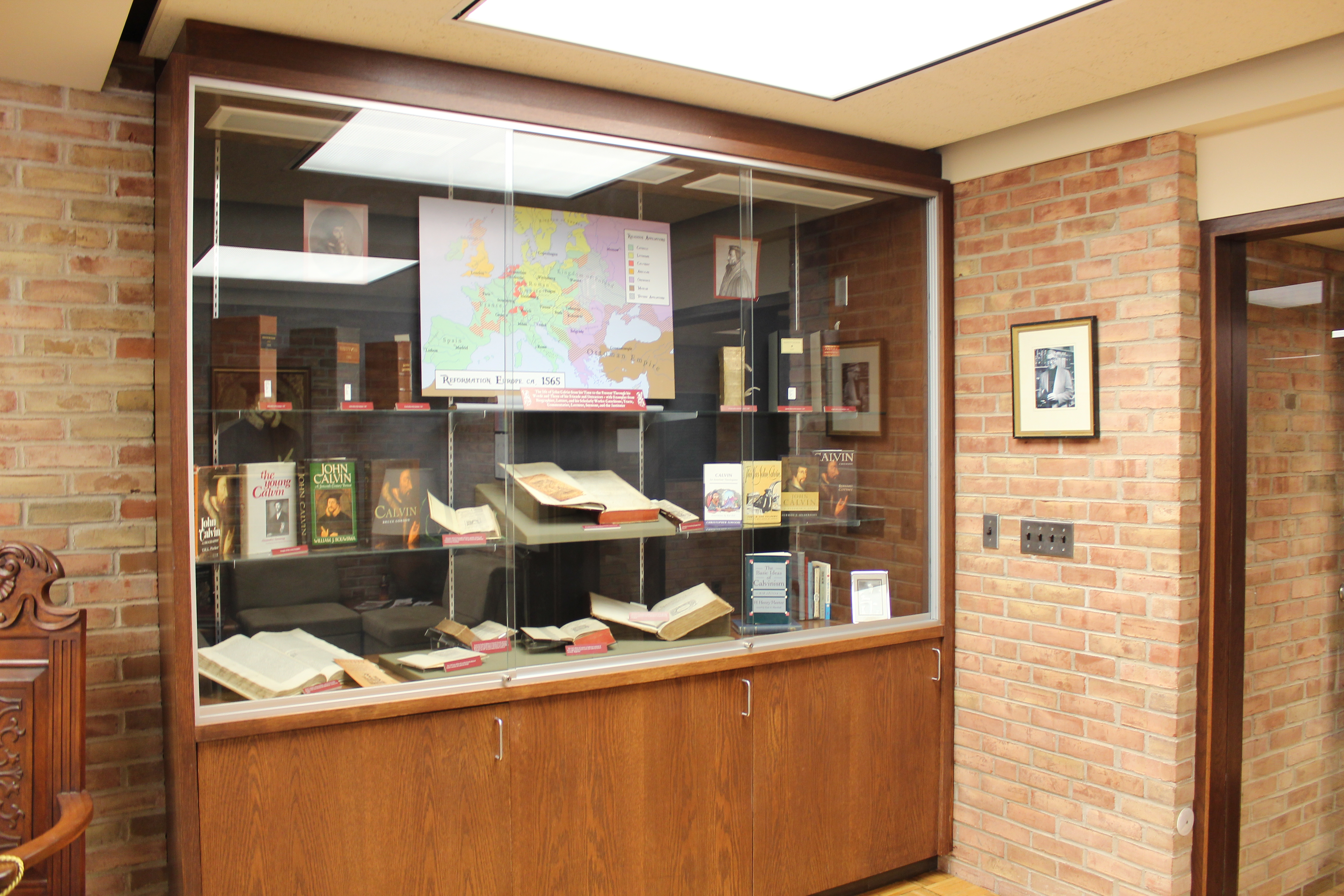
칼빈의 원전이 전시된 헨리미터센터 칼빈전문연구소

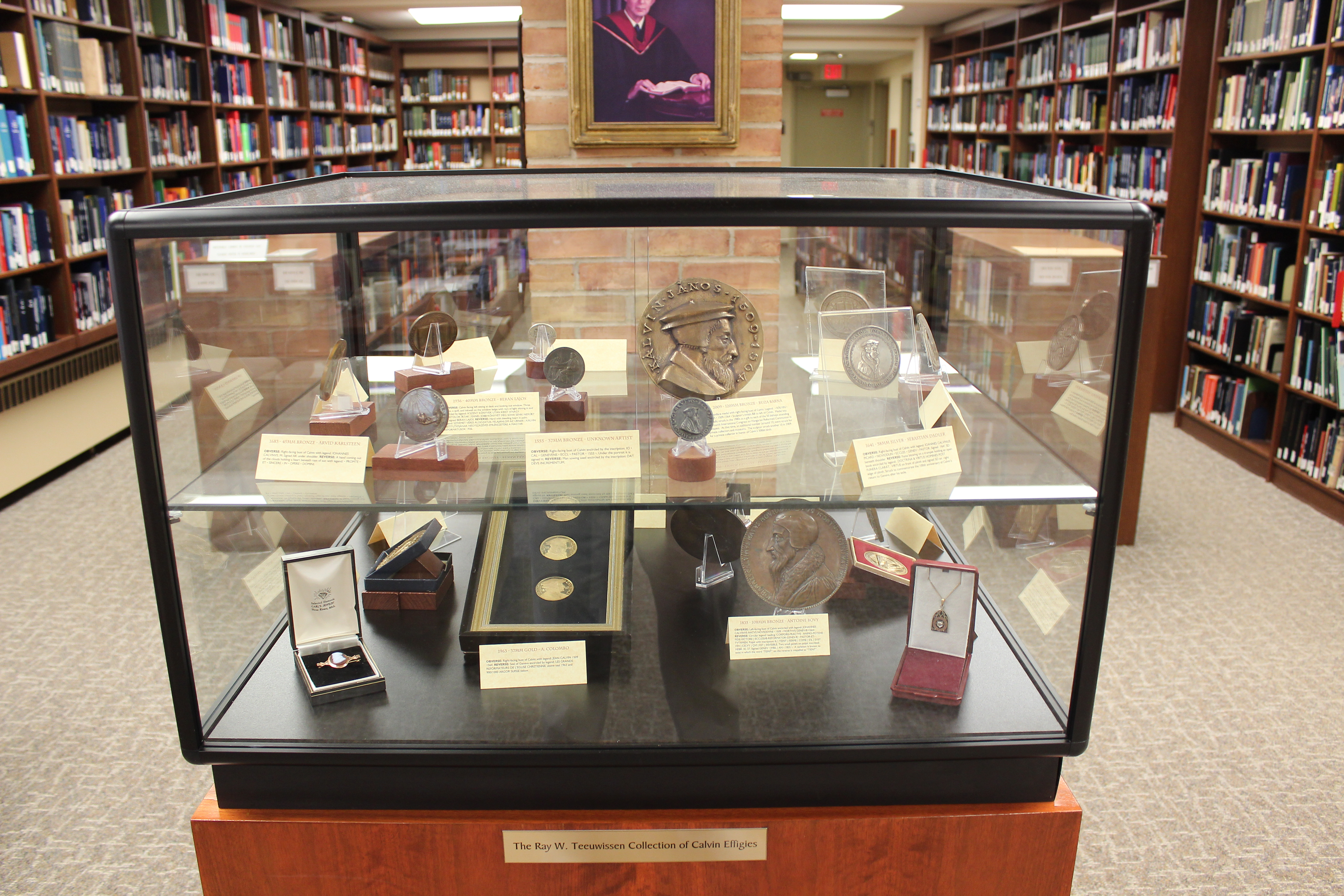
칼빈주화들, 헨리미터센터 미국 칼빈 칼리지내 칼빈전문연구소

## 같이 보기
- 헨리 미터
- 세계칼빈학회
- 장 칼뱅
- 장 칼뱅의 신학
- 캘빈 칼리지
- 칼빈 신학교